# Massy Opéra (métro de Paris)
Ne doit pas être confondu avec Massy - Palaiseau (métro de Paris) ou Opéra (métro de Paris).
Massy Opéra est une future station du métro de Paris qui sera située le long de la ligne 18 à Massy, dans l'Essonne. Destinée à être ouverte en 2027, elle desservira l'opéra de Massy, à proximité duquel elle est en construction. Elle devrait voir passer 18 000 voyageurs par jour.

## Histoire
L'architecture de la station est confiée à Éric Puzenat, d'Ateliers 2/3/4/. Son trafic pourrait atteindre le nombre de 18 000 voyageurs par jour.
La station comportera une œuvre de Sophie Calle, en cooperation avec l’archéologue Jean-Paul Demoule. L'œuvre comportera une poinçonneuse, un banc, une cabine téléphonique et d’autres reliques du métropolitain.

## À proximité
La station dessert le quartier Massy Opéra, et notamment l'opéra de Massy, l'institut hospitalier Jacques-Cartier, hôpital privé, la médiathèque de Massy, la synagogue de Massy, le parc Georges-Brassens et le centre commercial des Franciades. Le Centre Pompidou Francilien doit à terme être inauguré à proximité.